# Park Narodowy Sumaco Napo-Galeras
Park Narodowy Sumaco Napo-Galeras (hiszp. Parque nacional Sumaco Napo-Galeras) – park narodowy w północnym Ekwadorze położony w prowincjach Napo i Orellana. Został utworzony 2 marca 1994 roku i zajmuje obszar 2052,49 km². Od 2000 roku jest rezerwatem biosfery UNESCO. W 2005 roku został zakwalifikowany przez BirdLife International jako ostoja ptaków IBA. Na północny zachód od niego znajduje się Park Narodowy Cayambe-Coca, a na południowy zachód Park Narodowy Antisana.

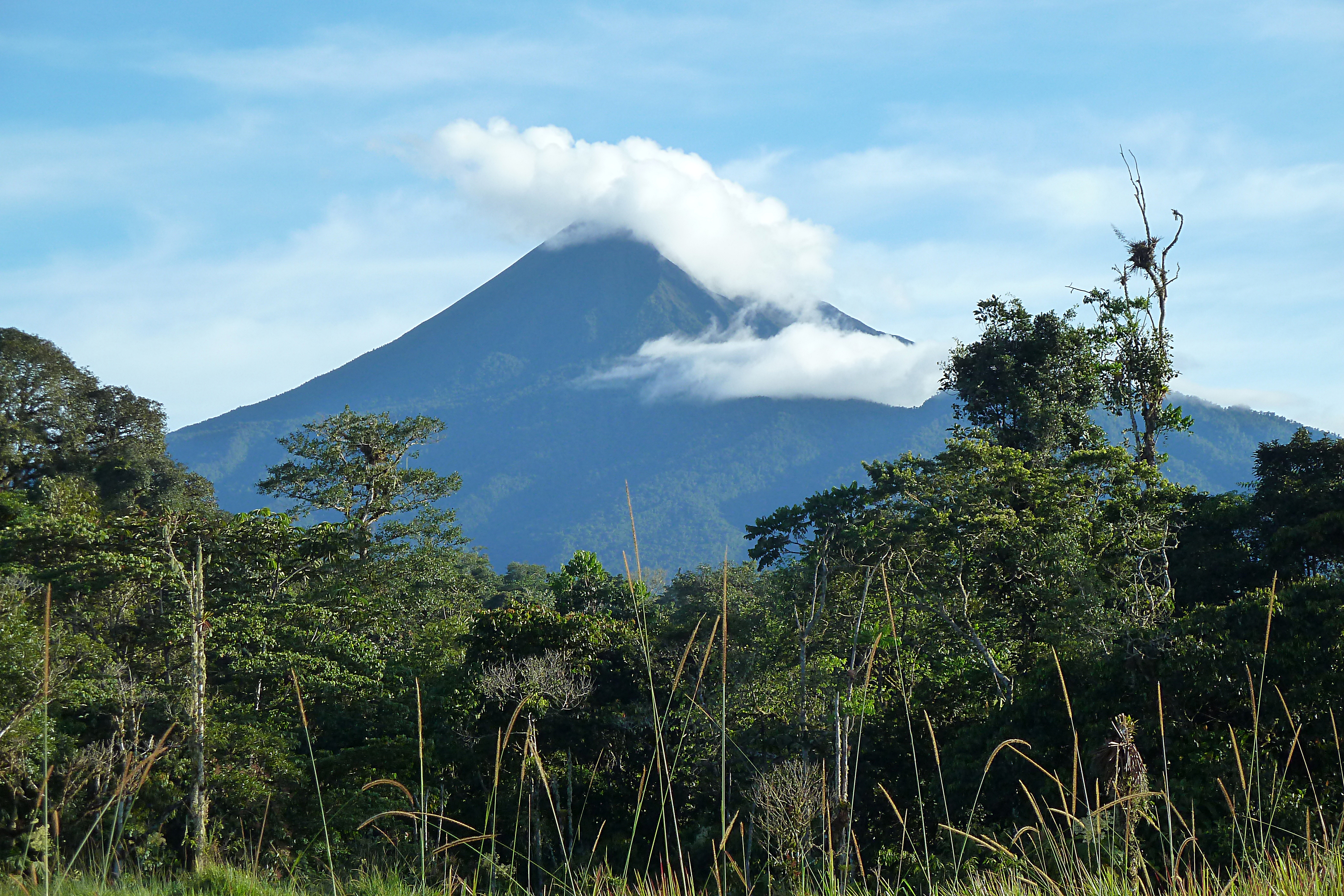
Wulkan Sumaco

## Opis
Park znajduje się na wschodnich zboczach Andów, w dorzeczu Amazonki, na wysokościach od 500 do 3732 m n.p.m. Składa się z dwóch części. Większa część ma powierzchnię 1905,62 km² i obejmuje wulkany Sumaco (3732 m n.p.m.) i Pan de Azucar (3482 m n.p.m.) oraz szczyt Negro (3127 m n.p.m.). Położona na południe od niej mniejsza część zajmuje powierzchnię 146,87 km² i obejmuje fragment pasma górskiego Napo-Galeras, którego najwyższy punkt znajduje się na wysokości 1730 m. Niżej położoną część parku pokrywa wilgotny las równikowy, tropikalny wilgotny las górski i tropikalny las suchy. Wyżej występuje las mglisty i paramo. Park obejmuje trudno dostępne tereny i dlatego flora i fauna nie została dokładnie zbadana.
W zależności od wysokości średnia roczna temperatura w parku wynosi od +6 °C do +24 °C, a opady od 2000 do 6000 mm rocznie.

## Flora
W parku odnotowano ponad 6000 gatunków roślin naczyniowych. Rośnie tu zagrożona wyginięciem (EN) Talauma neillii, narażona na wyginięcie (VU) Persea nudigemma, a także m.in.: Rollinia dolichopetala, Henriettella odorata, Topobea induta, Prunus herthae, Alseis lugonis, Acanthosyris annonagustata, Ampelocera longissima, Gyranthera micrantha.

## Fauna
W północnej części parku (w trudno dostępnym rejonie wulkanu Sumaco) odnotowano 81 gatunków ssaków. W części południowej –  101 gatunków. Żyją tu zagrożony wyginięciem (EN) tapir górski, narażone na wyginięcie (VU) andoniedźwiedź okularowy, tapir amerykański, ocelot tygrysi i mrówkojad wielki, a także m.in.: jaguar amerykański, puma płowa, ocelot wielki, hirara amerykańska, jaguarundi amerykański, leniwiec pstry, pekariowiec obrożny, ocelot nadrzewny, ponocnica trójpręgowa.
Tylko w łatwo dostępnej części parku (południowej) zidentyfikowano ponad 280 gatunków ptaków. Są to narażone na wyginięcie (VU) ara zielona, oliwiaczek czerwonodzioby i gorzynek cytrynowy, a także m.in.: grdacz soplowaty, zapylak ekwadorski, krępomrowiec stokowy, złotopiór lśniący, brylancik różowogardły, srokaczek białopierśny, owocojad malutki, barwniczka plamkoskrzydła, szarogonek kreskowany, tyranik jasnolicy, leśniak amazoński, owocojad płomienny.
W parku odnotowano 180 gatunków płazów i gadów. Są to m.in.: rzekotka krótkogłowa, Dendropsophus minutus, Boana lanciformis, Rhaebo glaberrimus, ropucha południowoamerykańska, Cochranella midas, Ameerega bilinguis, Dendropsophus sarayacuensis, Pristimantis altamazonicus, żaba południowoamerykańska.